# Glyndebourne

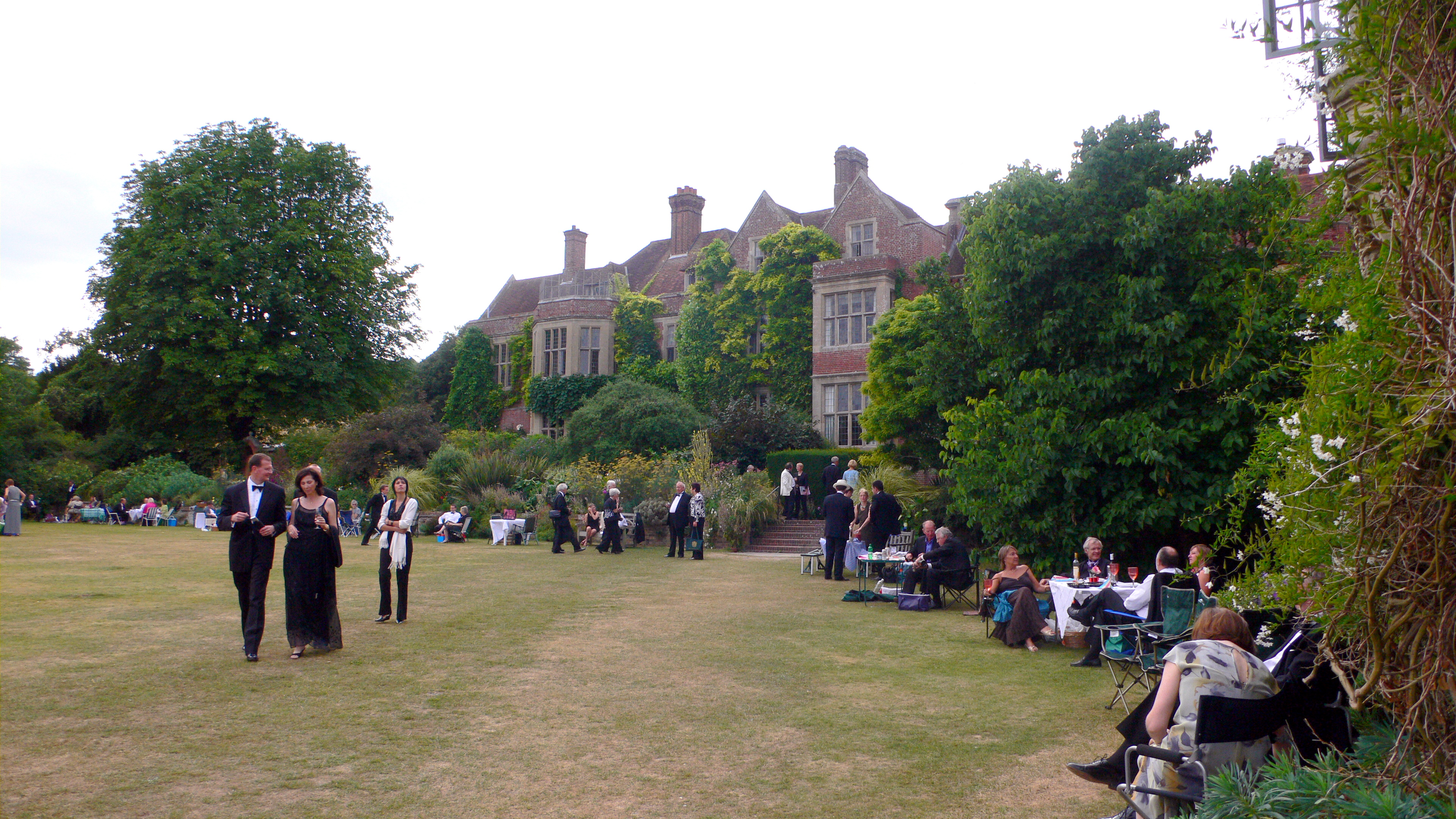
Glyndebourne House

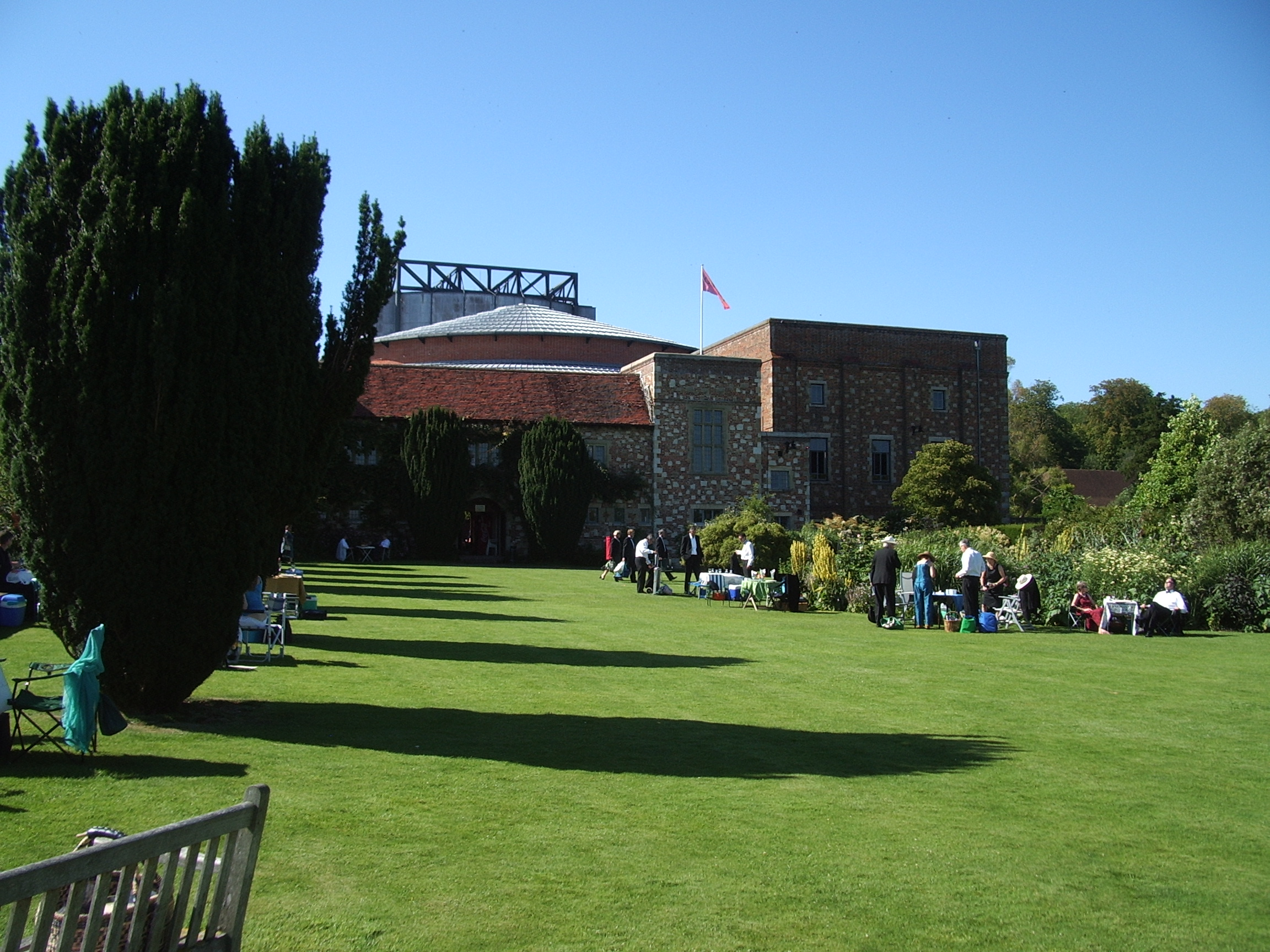
Het theater of auditorium in Glyndebourne House

Glyndebourne is een landhuis in de buurt van Lewes in het Engelse graafschap East Sussex. Sinds 1934 wordt er het jaarlijkse Glyndebourne Opera Festival gehouden.
In 1920 kwam het landhuis in het bezit van miljonair John Christie, de eigenaar van een bedrijf dat orgels bouwde. Hij transformeerde een van de kamers van het landhuis tot een orgelruimte, met een van de grootste orgels buiten een kathedraal in heel Engeland.
Christie was een groot muziekliefhebber en organiseerde regelmatig amateuropera's in de orgelruimte. Tijdens een van deze opera-avonden ontmoette hij ook zijn vrouw, de sopraan Audrey Mildmay. Zij was een professionele zangeres en werd aangesteld om het niveau van de uitvoeringen in Glyndebourne op te schroeven.
Tijdens hun huwelijksreis bezochten Christie en Mildmay de operafestivals in Salzburg en Bayreuth, wat hen op het idee bracht ook in Glyndebourne een professioneel festival te organiseren. Er werd een theater met 300 plaatsen en een grote orkestbak gebouwd. De artistieke leiding kwam in handen van dirigent Fritz Busch en regisseur Carl Ebert, die beiden waren gevlucht uit nazi-Duitsland. De eerste voorstelling, Le nozze di Figaro van Mozart, had plaats op 24 mei 1934.
Werken van Mozart bleven lange tijd een belangrijke pijler van het festival vormen. De uitvoeringen van Idomeneo in de jaren 1950 droegen in hoge mate bij aan de herwaardering van deze opera. Hetzelfde gold voor Verdi's Macbeth, voor het eerst in Glyndebourne opgevoerd in 1938. In de jaren 1959, 1961 en 1963 deed de Nederlandse sopraan Gré Brouwenstijn mee aan het festival in de rol van Leonore (haar handelsmerk) in Beethovens opera Fidelio. Later kwamen ook werken van onder meer Rossini, Richard Strauss, Ravel en Strawinksy op het repertoire en sinds 1984 werden ook enkele opera's speciaal voor het festival geschreven.
Karakteristiek voor het festival is de intieme sfeer, waar de uitgebreide picknicks in het park rond het theater sterk aan bijdragen. Uitbreiding van de capaciteit van het theater was echter noodzakelijk om voldoende financiële ruimte te verkrijgen om het hoge niveau van het festival te behouden. In de loop der jaren werd het oorspronkelijke theater verschillende malen verbouwd en van bijgebouwen voorzien waarin diverse faciliteiten ondergebracht konden worden. In 1992 vond het festival voor de laatste keer plaats in het oude theater. Een compleet nieuw theater met 1150 plaatsen kwam gereed in 1994.
Sinds 1968 is ook de Glyndebourne Touring Opera actief. Het operagezelschap van Glyndebourne trekt ieder jaar van oktober tot en met december langs diverse theaters in het gehele Verenigd Koninkrijk. De tour begint in Glyndebourne zelf en heeft als doel de hoge kwaliteit die Glyndebourne nastreeft voor een zo groot mogelijk publiek toegankelijk te maken.
De Nederlandse dirigent Bernard Haitink was van 1978 tot 1988 de muzikale leider van het Glyndebourne festival.